# Lysimaque nummulaire
 (mai 2022).
Si vous disposez d'ouvrages ou d'articles de référence ou si vous connaissez des sites web de qualité traitant du thème abordé ici, merci de compléter l'article en donnant les références utiles à sa vérifiabilité et en les liant à la section « Notes et références ».
Lysimachia nummularia
Espèce
Classification APG III (2009)
Statut de conservation UICN

 LC  : Préoccupation mineure
La Lysimaque nummulaire ou Herbe aux écus (Lysimachia nummularia) est une espèce de plantes à fleurs de la famille des Primulacées selon la classification classique et la classification phylogénétique APG III (2009) (ou des Myrsinacées selon la classification phylogénétique APG (1998) et la classification phylogénétique APG II (2003)). Son habitat se situe dans les forêts humides.

## Description
C'est une plante herbacée vivace vigoureuse, prostrée et à feuilles persistantes atteignant 5 cm (2 po) de hauteur et se propageant rapidement et indéfiniment par l'enracinement de la tige. Elle a des feuilles arrondies, et des fleurs jaunes en forme de coupe de 2 cm de diamètre, qui apparaissent en été. Elle est particulièrement associée aux zones humides, bien qu'en culture elle tolère des conditions plus sèches.  Elle est rustique et résiste à des températures minimales de −15 °C (−15 °C) (RHS H5). 

## Caractéristiques
Organes reproducteurs
- Couleur dominante des fleurs : jaune
- Période de floraison : juin-septembre
- Inflorescence : racème simple
- Sexualité : hermaphrodite
- Ordre de maturation : homogame
- Pollinisation : entomogame, autogame

Graine
- Fruit : capsule
- Dissémination : hydrochore

Habitat et répartition
- Habitat type : sources acidophiles, sciaphiles
- Aire de répartition : méditerranéen(eury)-atlantique(eury)[4]

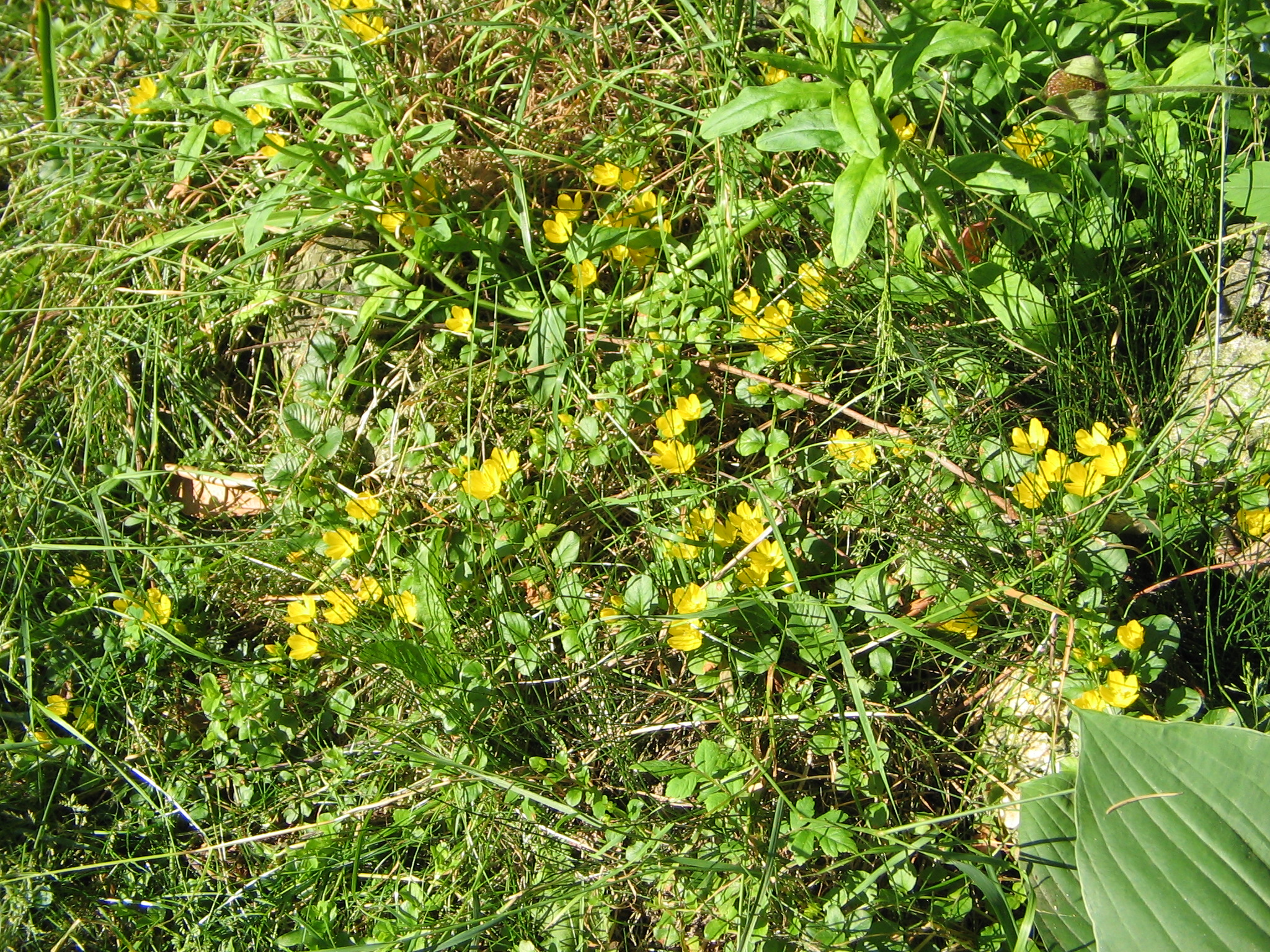
Lysimaque nummulaire.
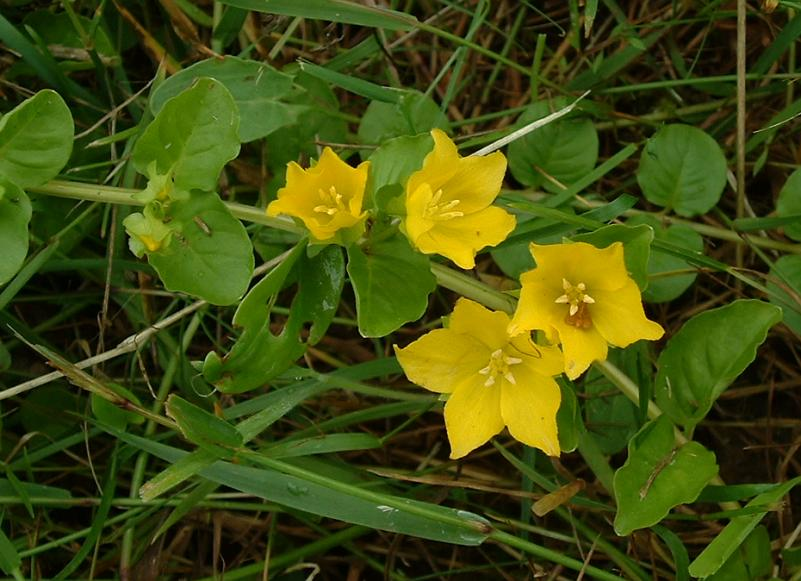
Lysimaque nummulaire.
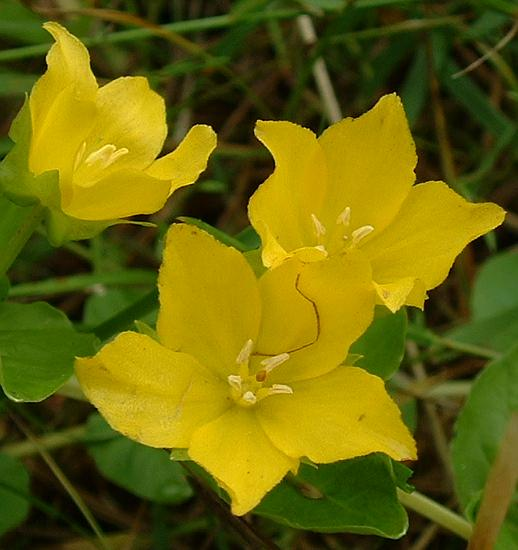
Détail de la fleur.

## Étymologie
L' épithète spécifique latine nummularia signifie "comme une pièce de monnaie",  référant à la forme des feuilles; d'où les noms communs, tels que "moneywort", qui fait également référence aux pièces de monnaie.

## Culture
Le cultivar 'Aurea' (Jenny rampante dorée) a des feuilles jaunes et est un peu moins agressif que l'espèce. Il est cultivé comme plante ornementale, comme couvre-sol où l'étendue de sa croissance peut être limitée. Il convient également comme plante de tourbière ou plante aquatique marginale. Il a gagné le prix de la Royal Horticultural Society du mérite jardinier. 

## Chimie
La plante contient un certain nombre d'acides phénoliques .

## Statut de protection
En France, l'espèce est protégée en Limousin.